# Furcivena euclidialis
Furcivena euclidialis is een vlinder van de familie van de grasmotten (Crambidae), uit de onderfamilie van de Spilomelinae. De wetenschappelijke naam van deze soort is voor het eerst voorgesteld door Cataclysta euclidialis door George Francis Hampson in een publicatie uit 1906.
De soort komt voor in Nigeria.